# L'Arquet

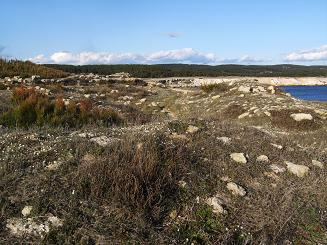
Vue de la zone centrale du site

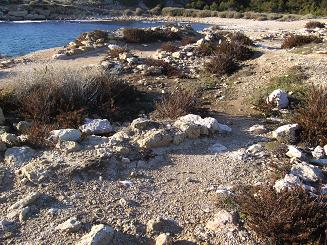
Vestiges d'habitations sur la partie sud du site de l'Arquet

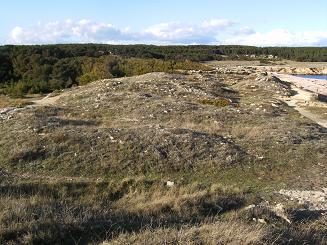
Vue de la couche de sédiment sur l'ouvrage défensif au nord du site

L'Arquet est le site archéologique d'un ancien village côtier avatique peuplé par intermittence du VIIe au IVe siècle av. J.-C. Il est aujourd'hui situé dans le sud de la commune de Martigues.

## Chronologie
Le premier village de l'Arquet apparait vers 625 av. J.-C. et disparait vers 550 av. J.-C.. C'est un habitat secondaire par rapport au site voisin des Tamaris. Il semble occupé seulement pendant deux ou trois générations.
L'existence du second village s'étale d'environ 425 à 325 av. J.-C.. Ce village se heurte à la stratégie phocéenne d'établissements permanents le long de la Côte Bleue. Le village est donc militairement et définitivement détruit vers la fin du IVe siècle av. J.-C.. Au cours du siècle suivant, les Marseillais pourront donc installer de nombreuses installations fixes exploitant en particulier les carrières de calcaire le long du littoral (Baou Tailla...).

## Description
Le site n'a pas été fouillé récemment de manière importante. Le village était situé sur l'extrême sud d'un cap cerné par des falaises d'une dizaine de mètres de haut. Ce cap, large seulement d'une trentaine de mètres et orienté selon l'axe nord-sud, était barré au nord par un ouvrage défensif selon le modèle de l'éperon barré. Ces vestiges sont aujourd'hui enterrés sous une couche de sédiment naturel haute de plus de deux mètres.
La zone urbaine comportait au moins deux rues, probablement trois, orientées nord-sud et un nombre similaire selon l'axe est-ouest. Ce bâti, très régulier et uniforme, ne varie pas beaucoup du premier village au régulier. Il est également très similaire à celui du village de l'Île de Martigues existant vers le IVe siècle av. J.-C., ce qui laisse à penser à une certaine proximité entre les deux localités.